# Musculus cremaster
De musculus cremaster of balheffer is een spier die deel uitmaakt van het systeem voor temperatuurregeling van de zaadballen. De spier buigt af van een tweetal spieren in de buikholte, begeleiden de zaadstreng en zijn gehecht aan de zaadballen. Daardoor kunnen de zaadballen naar het lichaam toe getrokken worden.
Als de temperatuur van de zaadballen te hoog wordt, ontspant de musculus cremaster zich, waardoor de ballen lager komen te hangen en beter gekoeld worden. Worden de ballen daarentegen te veel afgekoeld, dan worden deze door de musculus cremaster naar het warme lichaam toegetrokken. Deze temperatuurcontrole is essentieel voor de mannelijke vruchtbaarheid.
Daarnaast heeft de musculus cremaster vanuit de evolutie een beschermende functie. Bij een prikkeling van de binnenzijde van het dijbeen worden de ballen opgetrokken en zijn daardoor iets meer beschermd. Dit proces noemt men de cremasterreflex. Soms verdwijnen de testes hierbij zelfs helemaal in het lieskanaal.
Ook bij een hoge mate van seksuele opwinding, en bij een naderende zaadlozing, kunnen de ballen zeer hoog naar het lichaam worden opgetrokken.